# Pignone
Pignone é uma comuna italiana da região da Ligúria, Província da Spezia, com cerca de 650 habitantes. Estende-se por uma área de 16 km², tendo uma densidade populacional de 41 hab/km². Faz fronteira com Beverino, Borghetto di Vara, Levanto, Monterosso al Mare, Vernazza.

## Demografia
| Variação demográfica do município entre 1861 e 2011                               |
|                                                                                   |
| Fonte: Istituto Nazionale di Statistica (ISTAT) - Elaboração gráfica da Wikipedia |